# Кіо Еміль Емільович
Еміль Емільович Кіо, Еміль Емільович Гіршфельд-Ренард (рос. Эми́ль Эми́льевич Ки́о, Эми́ль Эми́льевич Ги́ршфельд, нар.12 липня 1938 р., м. Орджонікідзе) — радянський й російський артист цирку, ілюзіоніст; заслужений артист Північно-Осетинської АРСР (з 28 липня 1969 р.), заслужений артист РРФСР (від 14 січня 1977 р.), народний артист РРФСР (1990), у 1991 році обраний бути головою Союзу циркових діячів Росії (СРСР).

## Життєпис
Народився у м. Орджонікідзе (нині — м. Владикавказ). Матір — Борукаєва Кошерхан Тоховна (Коша Олександрівна); батько — Кіо Еміль Теодорович.
До 1955 року навчався в середній загальноосвітній школі № 16 м. Москва.
У 1955—1960 роках навчався в Московському інженерно-будівельному інституті, де отримав фах «інженер-містобудівник». Його дипломний проект брав участь в конкурсі з реконструкції, озеленення та планування Театральної площі в місті Рязані, виграв конкурс, і за цим проектом зробили площу. Міністерство освіти СРСР нагородило його медаллю «За найкращу наукову студентську роботу СРСР». Працював майстром в тресті з будівництва набережних і мостів.
Від 1961 р. почав виступати в атракціоні як асистент свого батька, Кіо Е. Т.. Став артистом Всесоюзного творчо-виробничого об'єднання державних цирків «рос. Союзгосцирк» (Російський державний цирк). Розробив уперше в світі реалізацію нового циркового номера: фокусник брав м'який канат, кидав його вгору — і канат ставав твердою жердиною, на який ліз гімнаст. Коли гімнаст опускався вниз, то жердина знову ставала м'яким канатом.
Одружився з Іолантою Ольховіковою, котра була перед тим дружиною його брата Ігоря.
У 1966 р. створив власний ілюзійний атракціон. Крім Росії гастролював в НДР, Голландії, Мексиці, ФРН, Швейцарії, Японії, Кубі, Франції, Швеції, Норвегії, Південній Америці, США. Дав понад 14000 вистав, його бачило понад 60 млн. глядачів.
Після смерті батька працював у цирку разом зі своїм братом Ігорем.
У 1976—1992 роках в журналі «Юний технік» (рос. Юный техник) вів рубрику «По той бік фокусу» (рос. По ту сторону фокуса), де виклав як робити 186 фокусів.